# 祖舒亞·蘇迪里奧
祖舒亞·蘇迪里奧（英語：Jaushua Sotirio，1995年10月11日—），是一名澳洲職業足球員，司職翼鋒，現效力澳職球會威靈頓鳳凰。
2013年加盟西流，主要擔任後備翼鋒之位置，2014年隨隊贏得亞冠盃冠軍，是他的首個職業冠軍。